# Hans Eyssen
Hans Eyssen (Leuven, 26 augustus 1966) is een Belgisch politicus voor CD&V.

## Levensloop
Eyssen behaalde een master economische wetenschappen en een licentiaat politieke wetenschappen aan de Katholieke Universiteit Leuven, alwaar hij nog enkele jaren als onderzoeker actief was op de afdeling ontwikkelingseconomie. Vervolgens werkte hij van 1997 tot 2000 in Brussel bij CEPESS, de studiedienst van CD&V. Vervolgens was hij van 2004 tot 2014 deeltijds adviseur van de minister-presidenten Yves Leterme en Kris Peeters. 
Daarnaast was hij vanaf 1989 gemeenteraadslid te Holsbeek. Van 2001 tot 2023 was hij van deze gemeente burgemeester. Hij volgde in deze hoedanigheid René Van Goidsenhoven op, zelf werd hij als burgemeester opgevolgd door partijgenoot Bram Van Baelen. Eyssen werd vervolgens aangesteld als schepen van Onderwijs, Jeugd en Sport.
Voorts was Eyssen nationaal raadslid van de CVP-Jongeren (van 1989 tot 2000) en arrondissementeel bureaulid van de CVP en diens opvolger CD&V (van 1992 tot 2005).